# Schaduwlibel
De schaduwlibel (Caliaeschna microstigma) is een echte libel uit de familie van de glazenmakers (Aeshnidae).
De wetenschappelijke naam van de soort werd in 1845 als Aeshna microstigma gepubliceerd door Wilhelm Gottlieb Schneider. De Nederlandstalige naam is ontleend aan Libellen van Europa.

## Verspreiding
De soort komt voor op de Balkan, in Griekenland en in Turkije, en verder oostelijk tot in de Kaukasus.